# Dżawad Abu Hatab
Dżawad Abu Hatab (ur. 1962 w Damaszku) – syryjski polityk, od 17 maja 2016 premier rządu Syryjskiej Koalicji Narodowej.
Ukończył studia medyczne na Uniwersytecie Damasceńskim, po których pracował jako kardiochirurg. W 2003 przeniósł się do Włoch, gdzie zajął się kardiologią dziecięcą. Od wybuchu wojny domowej pełnił różne funkcje administracyjne w rządzie opozycji, m.in. będąc ministrem zdrowia, a w maju 2016 został premierem. W jego rządzie nie znaleźli się żadni Kurdowie, co wywołało ich sprzeciw. Podjął działania w kierunku zapewnienia usług na terenie opanowanym przez opozycję oraz przeniesienia swego rządu z Turcji na teren Syrii.